# Sara Rietti
Sara Bartfeld de Rietti (Buenos Aires, 3 de dezembro de 1930-Buenos Aires, 28 de maio de 2017), mais conhecida como Sara Rietti, foi a primeira química nuclear de Argentina.
Trabalhou como pesquisadora em várias universidades argentinas e organismos estatais, chegando a desempenhar-se como Chefe de Gabinete de Manuel Sadosky na Secretaria de Ciência e Tecnologia da Nação, durante o governo de Raúl Alfonsín. Foi membro do conselho diretivo da Faculdade de Ciências Exatas e Naturais da Universidade de Buenos Aires e esteve presente na faculdade, junto das autoridades da Universidade, quando os militares entraram nela, durante a ditadura e ajudou a vários científicos presos a sair do país.
É considerada uma personalidade central da ciência argentina, não só pelo seu pionerismo científico da sua tese doutoral, mas também no que diz respeito à gestão universitária transnacional.

## Biografia

### Educação e Trajetória como pesquisadora
Seu pai era um imigrante ucraniano e sua mãe polaca; foi seu pai quem a incentivou nas ciências exatas ao ver que tinha facilidade para as matemàticas.

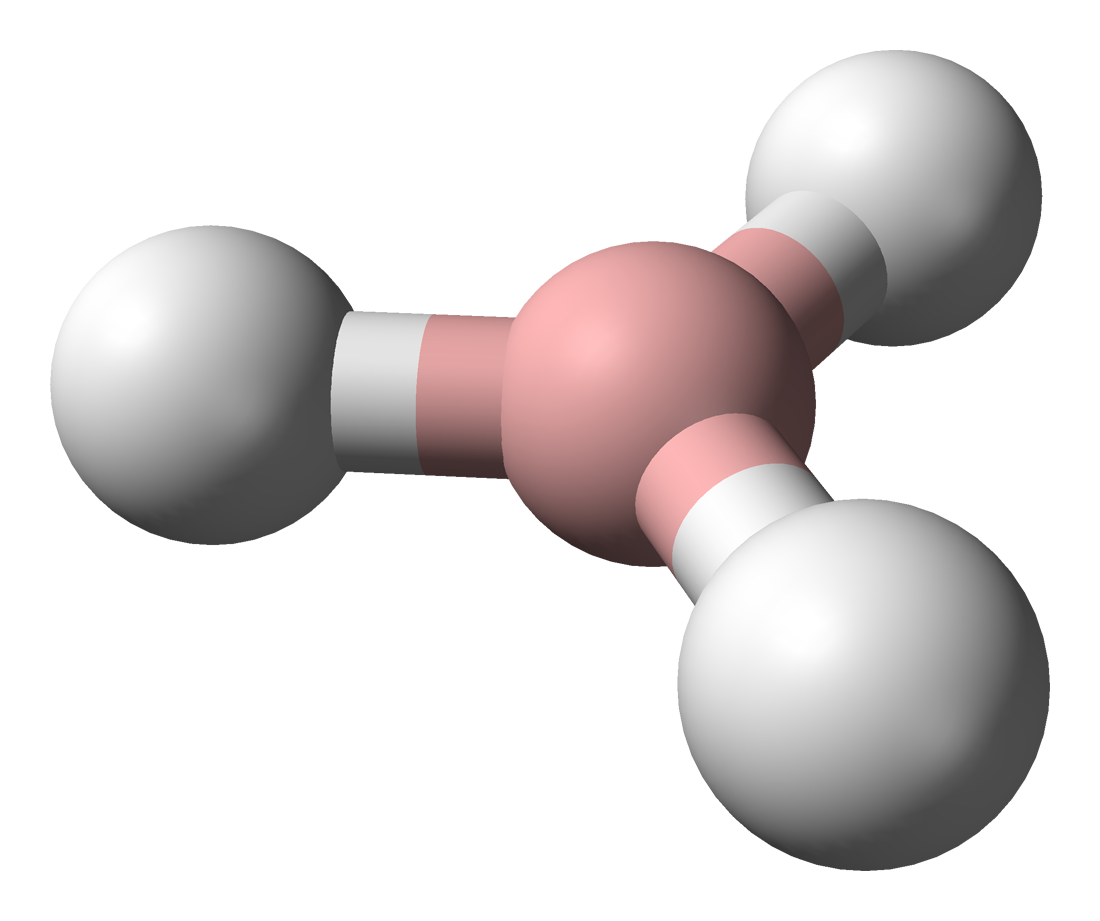
Modelo da molécula de borano.

Uma vez finalizada sua educação secundária, começou a estudar química em 1948, recebendo-se de bacharel em 1954. Por estar interditada nesse então a Faculdade de Ciências Exatas, ela precisou realizar o exame da sua última matéria na Comissão Nacional de Energia Atómica em 1953, o que lhe permitiu ser a primeira química nuclear de seu país. Sua tese de doutorado, finalizada em 1963, consistiu em um trabalho intitulado Estudo da reação entre o tetracloruro de diboro e diborano, o que ela chamou de "boranos", compostos químicos conhecidos na ciência como hidruros de boro usados na indústria aeroespacial.
Desempenhou-se como pesquisadora no departamento de Química Inorgânica e Fisicoquímica da Universidade de Buenos Aires entre 1955 e 1956. Trabalhou como diretora da Coleção Científica ainda no Centro Editor de América Latina  entre 1967 e 1969; participou do diretório dessa editorial entre 1972 e 1992.

#### Atuação na volta da democrácia
Entre 1973 e 1975, foi diretora de coordenação do Instituto Nacional de Tecnologia Industrial (INTI). 
Foi nomeada Chefe de Gabinete por Manuel Sadosky, então secretário de Ciência e Tecnologia durante o governo de Raúl Alfonsín. Desde 1994 até seu deceso Sara Rietti foi coordenadora académica da maestría “Política e Gestão da Ciência e a Tecnologia” da UBA, e docente assessora da reitoria dessa instituição. Também participou na docencia, gestão e investigação no campo das políticas para a ciência, tecnologia e sociedade, sendo responsável da Cooperação Internacional na Secretaria de Ciência e Técnica da Nação. Com Gregorio Klimovsky e José Babini fundou o Centro de Estudos de Ciências. Foi integrante da Rede argentina de Género, Ciência e Tecnologia (RAGCyT).
Em 2011 a Universidad Nacional de Rosario concedeu-lhe o Doutorado Honoris Causa em reconhecimento a sua extensa trajectória, mencionando sua contribuição à prática docente, sua participação na política científica e tecnológica.
Publicou artigos sobre ciência na revista da Faculdade de Ciências Econômicas da Universidad de Buenos Aires.

## Prêmios e Reconhecimentos
- 2023: Foi outorgado o prêmio "Científicas que cuentan-Sara Rietti", que reconhece as contribuições de mulheres ao setor científico, tecnológico e da innovação.[19] [20]
- 2021: Em homenagem à cientista, fundou-se a escola pré-Universitária Sara Bartfeld de Rietti, dependente da Universidad Nacional de Rosario, focada na formação científica e têcnica.[14]
- 2010: O salão principal de estudos de gênero da Universidade Nacional de Cujo leva seu nome desde 21 de outubro de 2010, como parte de uma homenagem às mulheres científicas argentinas.[21][22]